# I Want a Guy
"I Want a Guy" is een single van Motown groep The Supremes. Het was het eerste nummer dat van hun uitgebracht werd. Het nummer was niet succesvol en haalde dan ook de top 40 niet. De single was eigenlijk bedoeld om uitgebracht te worden op het Motownlabel, maar werd na een paar persingen uitgebracht op het Tamlalabel, een onderdeel van het Motown geheel. Hierdoor is de Motownversie een van de meest zeldzame Motownsingles. The Marvelettes, een andere Motown groep heeft het nummer ook opgenomen. De producer en een van de schrijvers van "I Want A Guy" was Berry Gordy, directeur van Motown. Tijdens de opname van dit nummer maakte Barbara Martin nog deel uit van de groep. Later dat jaar verliet ze The Supremes echter.

## Bezetting
- Lead: Diana Ross
- Achtergrondzangeressen: Mary Wilson, Barbara Martin en Florence Ballard
- Instrumentatie: The Funk Brothers
- Schrijvers: Berry Gordy, Brian Holland en Freddie Gorman
- Productie: Berry Gordy